# Anisostena suturalis
Anisostena suturalis är en skalbaggsart som först beskrevs av Julius Weise 1907.  Anisostena suturalis ingår i släktet Anisostena och familjen bladbaggar. Inga underarter finns listade i Catalogue of Life.